# Новый Гостиный двор
Но́вый Гости́ный двор — памятник архитектуры в Тверском районе Центрального административного округа города Москвы, историческом районе Китай-город, в центре столицы, вблизи Кремля, напротив Старого гостиного двора.

## Происхождение названия
Название «Гостиный двор» дано зданию по его назначению в качестве гостиного двора — здание должно было предоставлять услуги для оптовой торговли товарами и жизнедеятельности торговцев из других регионов. Слово «Новый» указывает на отличие от построенного ранее Старого гостиного двора, расположенного напротив и занимающего квартал, образуемый улицами: Варварка, Ильинка, Хрустальный переулок и Рыбный переулок.

## История
Новый Гостиный двор был построен в 1838—40 годах (по другим данным — в 1835—42 годах) на месте Старых Рыбных рядов (автор проекта неизвестен). Трёхэтажное здание с антресолями и подвалами имеет протяжённый уличный фасад с высоким цокольным этажом. Три заглублённых ионических портика в «антах» на широких плоских ризалитах оживляют плоскость фасада. Купольное завершение центрального объёма и высокие окна парадного этажа с нарядным обрамлением усиливают торжественный характер постройки. В 1890 году частично перестраивался, на главном фасаде были пробиты дополнительные окна, двери и проездные арки.